# 9614 Cuvier
9614 Cuvier (1993 BQ4) là một tiểu hành tinh vành đai chính được phát hiện ngày 27 tháng 1 năm 1993 bởi E. W. Elst ở Caussols.